# 伊丽莎白·西尔
伊丽莎白·西尔（英語：Elizabeth Seal，1933年8月28日—），女，英国演员。曾获得托尼奖最佳音乐剧女主角。